# Municipio de Degerfors
Degerfors (en sueco: Degerfors kommun) es un municipio de la provincia de Örebro, en el centro-sur de Suecia. Su sede se encuentra en la localidad de Degerfors. La parte norte del municipio era antes de 1925 parte del municipio de Karlskoga, del cual se separó para formar una nueva entidad. Se convirtió en una ciudad de mercado (köping) en 1943. En 1967 se fusionó con una parte del municipio disuelto de Svartå.

## Localidades
Hay dos áreas urbanas (tätort) en el municipio:
| # | Tätort    | Población |
| - | --------- | --------- |
| 1 | Degerfors | 7344      |
| 2 | Svartå    | 470       |

## Ciudades hermanas
Degerfors está hermanado o tiene tratado de cooperación con:
- Oedheim, Alemania
- Ventspils, Letonia